# Boxmeer
Boxmeer (em neerlandês:  Boxmeerⓘ) é um município da província de Brabante do Norte, nos Países Baixos.
Conta atualmente com uma população de cerca de 28.000 habitantes, distribuídos em uma área de 113.95 Km².

## Centros populacionais
- Beugen
- Boxmeer
- Groeningen
- Holthees
- Maashees
- Oeffelt
- Overloon
- Rijkevoort
- Sambeek
- Vierlingsbeek
- Vortum-Mullem.